# Naevoblast
Naevoblasten zijn voorlopercellen uit de neurale lijst, waaruit de naevuscellen ontstaan.